# 안나 마리아 요페크
안나 마리아 요페크(폴란드어: Anna Maria Jopek, 1970년 12월 14일 ~ )는 바르샤바에서 태어난 폴란드의 팝, 재즈 음악가이다. 1997년 유로비전 송 콘테스트에 폴란드를 대표하여 <Ale jestem>라는 곡으로 출전하여 25개국 중 11위를 했다. 2002년에는 재즈 기타리스트인 팻 매스니와 함께 앨범을 내기도 했다. 1994년 미셀 르그랑 퍼스널 어워드를 비롯하여 다수의 상을 수상했으며 골드와 플래티넘 앨범 기록을 갖고 있다.

## 생애 및 음악 경력
안나 마리아 요페크는 마조프셰의 가수로 그의 곡 <Furman(마부)>로 폴란드에서 유명한 스타니스와프 요페크(1935-2006)을 아버지로, 마조프셰의 댄서였던 마리아 스탄키에비치를 어머니로 두었다. 1999년에 발매된 크리스마스 앨범에는 아버지와 함께 듀엣으로 노래하기도 했다. 누이인 파트리차는 바이올리니스트다.
안나 마리아 요페크는 오늘날 전세계적으로 탁월한 음악인들과 함께 녹음하고 공연을 벌여왔다. 폴란드에서는 마렉 그레추타, 제레미 프르지보라, 보이치에흐 밀리나스키 등과 함께 노래했고 국제적으로는 팻 매스니, 유쑤 엔두르, 바비 맥페린, 이반 린스, , 브랜포드 마살리스, 나이젤 케네디, 리차드 보나, 오스카 카스트로-니브스, 마코토 오존, 곤잘로 루발카바 등과 함께 작업했다. 2017년에 아나는 신년 TV 프로그램에서 스팅과 함께 즉흥적으로 듀엣을 하기도 했다.
안나 마리아 요페크는 카네기 홀, 할리우드 볼, 로얄 페스티벌 홀, 토쿄 오페라 시티 콘서트 홀, 블루 노트 토쿄, 텔아비브 이스라엘 오페라, 멜본 해머 홀 등 세계 굴지의 콘서트 홀에서 공연했다. 그리고 피터 가브리엘의 리얼 월드 스튜디오, 런던의 애비 로드, 뉴욕의 파워 스테이션 같은 스튜디오에서 녹음했다.
2015년 요페크는 폴란드 대통령 브로니스와프 코모로프스키로부터 폴란드를 세계에 알린 공로로 폴로니아 레스티투타 기사십자훈장을 받았다. 2019년 안나 마리아 요페크는 브랜포드 마살리스와 함께 앨범 《Ulotne(교묘한)》를 냈다.  현재 요페크는 "Przestworza(The Expanses)"라는 명칭의 새로운 콘서트 프로젝트를 진행 중이다. 2020년 3월 폴란드의 콘서트장들에서 투어를 시작했다.

## 음반

### 솔로 앨범
- Ale jestem (1997)
- Szeptem (1998)
- Jasnosłyszenie (1999)
- Dzisiaj z Betleyem (1999)
- Bosa (2000)
- Barefoot (2002)
- Nienasycenie (2002)
- Secret (2005)
- Niebo (2005)
- ID (2007)
- Sobremesa (2011)
- Polanna (2011)

### 콜라보레이션 앨범
- Upojenie (팻 메스니와 콜라보레이션) (2002)
- Haiku (마코토 오존과 콜라보레이션) (2011)

### 라이브 앨범
- Farat (2003)
- JO & CO (2009)

### 컴필레이션 앨범
- Anna Maria Jopek (2006)
- Dwa serduszka, cztery oczy (2008)
- Lustra (2011)

### 싱글
- Chwilozofia 32-bitowa (1996)
- Ale jestem (1997)
- Joszko Broda (1997)
- Nie przychodzisz mi do głowy (1997)
- Cud niepamięci (1998)
- Przed rozstaniem (1998)
- Ja wysiadam (1999)
- Księżyc jest niemym posłańcem (1999)
- Na całej połaci śnieg (+ Jeremi Przybora, 1999)
- Nadzieja nam się stanie (1999)
- Smutny bóg (2000)
- Ślady po Tobie (2000)
- Szepty i łzy (2000)
- Jeżeli chcesz (2000)
- Henry Lee / Tam, gdzie rosną dzikie róże (+ Maciej Maleńczuk, 2001)
- Upojenie (2001)
- Na dłoni (2002)
- O co tyle milczenia (2002)
- I pozostanie tajemnicą (2002)
- Małe dzieci po to są (2003)
- Tam, gdzie nie sięga wzrok (2003)
- Mania Mienia (2003)
- Możliwe (2004)
- Gdy mówią mi (2005)
- Niebo (2006)
- A gdybyśmy nigdy się nie spotkali (2006)
- Teraz i tu (2007)
- Zrób, co możesz (2007)
- Skłamałabym (2007)
- Cisza na skronie, na powieki słońce (2008)
- Możliwe (2009)